# Pseudoleskeella mildeana
Pseudoleskeella mildeana är en bladmossart som beskrevs av Johann Amann 1933. Pseudoleskeella mildeana ingår i släktet dvärgbågmossor, och familjen Leskeaceae. Inga underarter finns listade i Catalogue of Life.